# Guatlla pintada de Madagascar
La guatlla pintada de Madagascar (Turnix nigricollis) és una espècie d'ocell de la família dels turnícids (Turnicidae) que habita pastures i zones arbustives de Madagascar.